# Bandy i Estland
Bandy i Estland

## Historia
Organiserad bandy började spelas i vad som i dag är Estland redan år 1912, då Estland var en del av Ryssland. Mästerskap för området Estland hölls åren 1916-1918. Åren 1920-1924 och 1926-1935, då Estland hade blivit ett självständigt land, hölls nationella estniska mästerskap. Kalev Tallinn blev de första mästarna och därefter dominerade Sport Tallinn genom att vinna 11 av de kommande mästerskapen. Andra bandyfästen i Estland var Narva och Tartu. Under mellankrigstiden spelade Estlands landslag landskamper mot Finlands landslag sex gånger, och Estland åkte på stryk med siffrorna 0-22, 0-4, 2-5, 0-10, 2-4 och 3-6. Då ishockey blev allt populärare i Estland började bandyintresset svalna, även om bandyintresset fortfarande fanns de första åren då Estland var en del av Sovjetunionen. Ett lag från Tallinn spelade under några säsonger i det sovjetiska mästerskapet. Bästa prestationen var en femte plats 1951. I början av 2000-talet hade bandyintresset i Estland börjat öka sedan finländska bandyentusiaster börjat verka i Estland. I juli 2002 valdes Estland in i världsbandyförbundet "Federation of International Bandy". Städer som har eller har haft klubbar sedan dess är Tallinn, Tartu, Narva och Jõgeva. Maksim Toode är, tillsammans med Kinas Wan Xue Feng, den första internationella domaren bland B-nationerna.

### Landslag
I VM 2003 gjorde Estlands herrar VM-debut, och de har sedan dess spelat i B-VM, förutom år 2010 och 2011 då de avstod. 2012 blev det comeback, men denna gång i C-VM som spelades för första gången. Därefter har Division B utökats med Grupp B och Division C har hittills inte spelats mer. I VM 2016 blev laget diskvalificerat efter att ha använt en icke godkänd spelare i två matcher. I VM 2018 debuterade damlandslaget. Estland tillhör de få utvecklingsländer som har deltagit i VM för yngre åldrar.